# Kenzō Suzuki (astronom)
| Odkryte planetoidy: 42 | Odkryte planetoidy: 42 |
| ---------------------- | ---------------------- |
| (3165) Mikawa          | 31 sierpnia 1984       |
| (3178) Yoshitsune      | 21 listopada 1984      |
| (3533) Toyota          | 30 października 1986   |
| (3733) Yoshitomo       | 15 stycznia 1985       |
| (3828) Hoshino         | 22 listopada 1986      |
| (4035) Thestor         | 22 listopada 1986      |
| (4037) Ikeya           | 2 marca 1987           |
| (4212) Sansyu-Asuke    | 28 września 1987       |
| (4374) Tadamori        | 31 stycznia 1987       |
| (4445) Jimstratton     | 15 października 1985   |
| (4488) Tokitada        | 21 października 1987   |
| (4538) Vishyanand      | 10 października 1988   |
| (4541) Mizuno          | 1 stycznia 1989        |
| (4604) Stekarstrom     | 18 września 1987       |
| (4748) Tokiwagozen     | 20 listopada 1989      |
| (4941) Yahagi          | 25 października 1986   |
| (4945) Ikenozenni      | 18 września 1987       |
| (4998) Kabashima       | 5 listopada 1986       |
| (5240) Kwasan          | 7 grudnia 1990         |
| (5482) Korankei        | 27 lutego 1990         |
| (5507) Niijima         | 21 października 1987   |
| (5592) Oshima          | 14 listopada 1990      |
| (5724) 1986 WE         | 22 listopada 1986      |
| (5843) 1986 UG         | 30 października 1986   |
| (6444) Ryuzin          | 20 listopada 1989      |
| (6448) 1991 CW         | 8 lutego 1991          |
| (6967) 1991 VJ3        | 11 listopada 1991      |
| (7237) Vickyhamilton   | 3 listopada 1988       |
| (7298) Matudaira-gou   | 26 listopada 1992      |
| (7518) 1989 FG         | 29 marca 1989          |
| (8351) 1989 EH1        | 10 marca 1989          |
| (9547) 1985 AE         | 15 stycznia 1985       |
| (9865) Akiraohta       | 3 października 1991    |
| (10725) Sukunabikona   | 22 listopada 1986      |
| (11478) 1985 CD        | 14 lutego 1985         |
| (11867) 1989 TW        | 4 października 1989    |
| (14357) 1987 UR        | 22 października 1987   |
| (16408) 1986 AB        | 11 stycznia 1986       |
| (19138) 1989 EJ1       | 10 marca 1989          |
| (23456) 1989 DB        | 26 lutego 1989         |
| (26830) 1990 BB        | 17 stycznia 1990       |
| (32775) 1986 WP2       | 29 listopada 1986      |
| 1. 2.                  |                        |

Kenzō Suzuki (jap. 鈴木憲蔵 Suzuki Kenzō; ur. 1950) – japoński astronom amator. 
Odkrył 42 planetoidy (1 samodzielnie oraz 34 z Takeshim Uratą i 7 z Toshimasą Furutą). Od niego pochodzi nazwa asteroidy (5526) Kenzo.